# Lori à diadème
Vini diadema
Espèce
Statut de conservation UICN

 CR D : 
En danger critique
Statut CITES
Le lori à diadème (Vini diadema), loriquet à diadème, ou loriquet calédonien, est un psittacidé endémique de Nouvelle-Calédonie.

## Histoire de l'espèce
Cet oiseau a été connu de la science pour la première fois par les deux spécimens (femelles) capturés en 1859 en un lieu non établi de Nouvelle-Calédonie. Ces deux oiseaux sont les cotypes de l'espèce, qui a été décrite par Jules Verreaux (1807-1873) et Marc Athanase Parfait Œillet Des Murs (1804-1878) en 1860. Un de ces deux spécimens, conservé au Muséum national d'histoire naturelle de Paris, constitue le seul exemplaire existant actuellement dans le monde. Depuis sa découverte, l'oiseau a été revu avec certitude une seule fois en 1913 dans la région du mont Ignambi (un individu collecté, mais non conservé). Des observations possibles ont été faites dans les années 1950 et en 1976, et une recherche spécifique de l'espèce en 1998 n'a pas permis de le détecter. Cependant, sachant que les autres espèces connues du genre Charmosyna sont particulièrement discrètes et difficiles à observer, les ornithologues considèrent que le lori à diadème fait peut-être toujours partie de l'avifaune vivante de Nouvelle-Calédonie. Il est vu pour la dernière fois en 1987.

## Aire de répartition
Nouvelle-Calédonie exclusivement : région du mont Ignambi.

## Description
La description est basée sur le spécimen conservé au Musée d’histoire naturelle de Paris. Le plumage est principalement vert; plus léger sur le front, les côtés du cou et des parties inférieures, et plus foncé ailleurs, en particulier sur le manteau, les primaires ainsi que sur les rectrices qui se terminent par un jaune verdâtre.

Les joues, la gorge et l'abdomen sont de couleur jaune, ainsi que le dessous de la queue qui comporte du rouge et du noir à la base des plumes latérales.

Il y a une tache rouge près des narines et la couronne est bleu azur. Le bec long, arqué et pointu est rouge orangé s'assombrissant près de la pointe. Les pattes sont de couleur similaire.

## Population
Sans données depuis 1976 et malgré les recherches de 1998, la population restante est supposée être minuscule (comprenant moins de 50 individus et individus matures). Sur la base de l'analyse des menaces connues et du manque d'enregistrements de cette espèce, le Lori à diadème pourrait être considéré comme éteint.

## Habitat
Il est connu pour avoir occasionnellement visité des arbres du genre Erythrina et il serait potentiellement attiré par la floraison de plantes du genre Cunonia ou Metrosideros dans les hautes terres.

Certains membres de son espèce (Charmosyna amabilis et Charmosyna  palmarum) sont les plus courants dans les forêts pluviales des hautes terres et cela semble être l'habitat où il est le plus susceptible d'être trouvé.

## Menaces
Si l’espèce existe toujours, il est probable que sa population continue de diminuer en raison, notamment du besoin d'autres habitats, avec la disparition presque totale des forêts sclérophylles de basse altitude de l'île.

Il est possible que des maladies introduites (telles que le paludisme aviaire) ou plus probablement des mammifères (notamment le rat noir) soient également une cause de ce déclin,.

## L'animal et l'homme

### Philatélie
Représenté sur un timbre-poste de Nouvelle-Calédonie de 1982 (35 f.).

## Sources
- Article “Spix’s Macaw heads list of first bird extinctions confirmed this decade”, publié le 05 septembre 2018 sur le site https://www.birdlife.org